# Brasserie Bosteels
 (janvier 2013).
Si vous disposez d'ouvrages ou d'articles de référence ou si vous connaissez des sites web de qualité traitant du thème abordé ici, merci de compléter l'article en donnant les références utiles à sa vérifiabilité et en les liant à la section « Notes et références ».
La brasserie Bosteels, située à Buggenhout en Belgique, a été fondée par Evarist Bosteels en 1791. Il s’agit d’une entreprise familiale qui existe depuis plus de 200 ans et sept générations. 
La brasserie a fait partie de l'association brassicole Belgian Family Brewers jusqu'en 2016. 
En septembre 2016, il est annoncé que la brasserie rejoint le groupe brassicole AB InBev.

## Bières
Trois bières sont brassées chez Bosteels : 
- La Deus (11,5 %)
- La Kwak (8,4 %)
- La Tripel Karmeliet (8,4 %).

Ce sont trois bières belges dont la production ne suit pas nécessairement les techniques de « brassage traditionnel » . 

### Deus

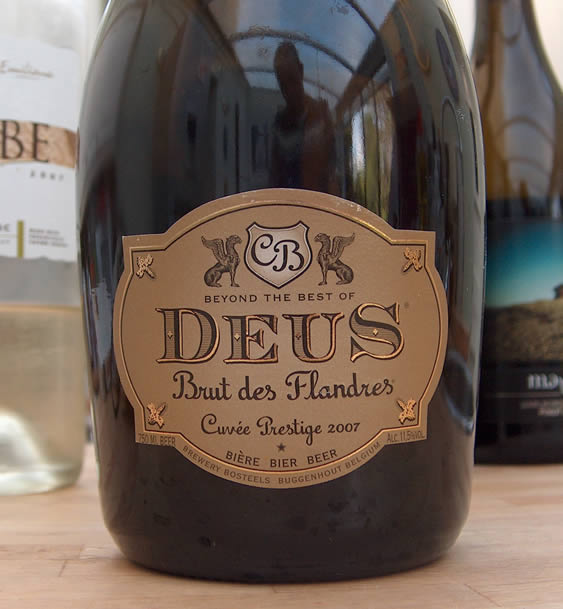
Bouteille de deus

La Deus est une bière brut de fermentation haute à mi-chemin entre la bière et le champagne. Elle est le résultat d’un processus de préparation de plusieurs mois combinant deux méthodes de productions. Elle est brassée avec de l’orge en Belgique où elle fermente dans un premier temps. Puis, elle est emmenée en France où elle est mise en bouteille dans la technique champenoise classique.  Il existe une seule autre marque de bière brut : la Malheur qui est brassée aussi à Buggenhout (brasserie De Landtsheer).
Service
La Deus doit être conservée dans un endroit frais et sombre. Elle se boit à une température située entre 2 et 4 °C. 
Après 6 à 12 heures dans le réfrigérateur, il est conseillé de mettre la bouteille dans un seau à glace. Elle se verse idéalement dans des coupes à champagne refroidies préalablement.
Odeur, aspect et goût
La Deus est complexe et déploie des arômes de pomme, de menthe, de thym, de citron, de gingembre, de houblon, de piment exotique et de girofle). Sa robe est blanche avec des bulles très petites et sa couleur complexe varie du blond clair à l’or clair. La Deus est une bière sucrée et fruitée avec des touches de raisin et de pomme.

### Kwak

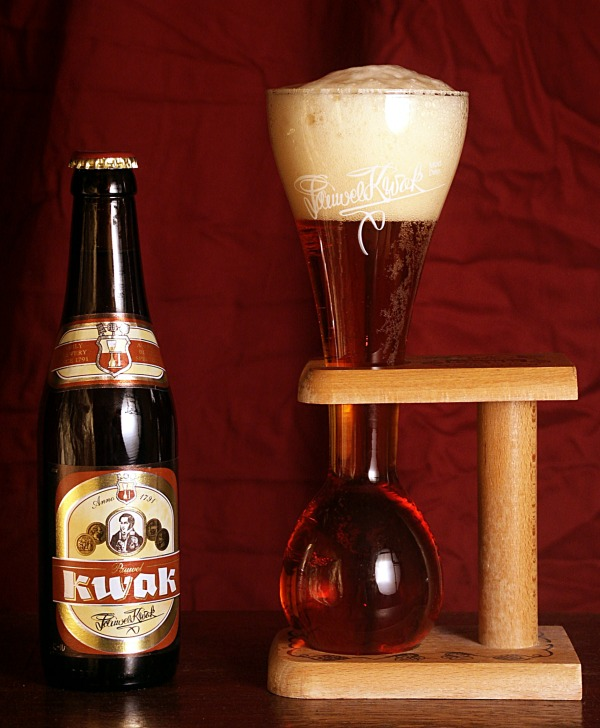
La Kwak et son verre

Selon la légende, durant l’époque napoléonienne, Pauwel Kwak était un brasseur mais aussi le propriétaire d’une auberge nommée « De Hoorn » dans la région de Termonde. À cette époque, des diligences s’arrêtaient devant l’auberge tous les jours mais les cochers ne pouvaient pas abandonner leur attelage et leurs chevaux. Ils ne pouvaient donc pas entrer dans l’auberge pour se désaltérer. 
C’est pourquoi l’aubergiste décida de créer un verre spécial qui s’accroche à l'attelage pour que le cocher ait toujours sa bière à portée de main. Aujourd’hui, la Kwak est l'une des rares bières belges historiques toujours servie dans le respect de la tradition, dans son verre Kwak d'origine facilement reconnaissable.
Service
Afin de servir une bière Kwak dans les règles de l’art, il faut la verser dans son verre d’origine. Celui-ci doit être sec et la bière conservée à une température située entre 5 et 6 °C. Le verre doit être tenu de biais jusqu’à ce qu’il soit rempli. Sans oublier qu’il doit rester environ 2 cm de mousse dans la partie ronde du verre.
Odeur, aspect et goût
On reconnaît une Kwak a sa couleur ambrée claire et sa mousse épaisse couleur crème. Son odeur est un mélange d’arômes fruités et maltés avec un côté légèrement épicé. On peut également percevoir des arômes plus subtils de banane, de mangue ou encore un soupçon d’ananas. La Kwak a d’abord un gout fruité en bouche puis on découvre une solidité rappelant celle du nougat. Certains décèlent également un caractère épicé aux touches de réglisse qui évolue vers le goût de la banana caramélisée avec amertume toujours en arrière-plan qui ressort à la fin.

### Tripel Karmeliet
La Tripel Karmeliet n'est bien sûr pas brassée selon la même recette depuis 1679, contrairement à ce que la date sur l'étiquette induit. Lancée en 1996, la recette actuelle est bien sûr le fruit des ingrédients (céréales, eau, levures), du savoir-faire et des équipements d'aujourd'hui. Le goût et la technique ne sauraient être identiques à ceux pratiqués à la date indiquée de 1679. L'entreprise indique que la recette d'origine proviendrait de l’ancien couvent des Carmes à Termonde. Créée il y a plus de 300 ans, cette recette prescrirait l’utilisation de trois sortes de céréales : le froment, l’avoine et l’orge. Le nom Tripel Karmeliet fait référence à cette originalité mais aussi à sa fermentation en bouteille. Attention, contrairement à ce que l'indication "Tripel" induit, il ne s'agit pas d'une bière de garde, simplement d'une bière au titrage alcoolémique appartenant à la catégorie des bières appelées "triples" par les brasseurs d'abbayes.
Service
Elle est servie dans un verre bombé et décoré avec une fleur de lys, un symbole décoratif n'ayant aucun lien avec la fleur de lys représentant la France, un des verres les plus élégants de Belgique, selon l'écrivain et expert international en bière Michael Jackson, dessiné par Antoine Bosteels lui-même.
Pour servir la Tripel Karmeliet, il faut pencher le verre et verser lentement. La mousse doit s’étendre du sommet de la fleur de lys jusqu’au haut du verre.
Odeur, aspect et goût
Cette bière blonde contient des nuances de doré et de bronze avec un col de mousse crémeux. On perçoit des touches de vanille mélangées avec un arôme citronné dans son odeur. On décèle un goût de froment, d'avoine mais aussi des touches épicées et citronnées.

## Autres brasseries belges AB InBev
- Brasserie Artois
- Brasserie Belle-Vue
- Brasserie Hoegaarden
- Brasserie Jupiler

## Sources
- http://www.bestbelgianspecialbeers.be/main_eng.html
- http://belgianbaraltrincham.co.uk/bosteels-brewery/
- http://www.homebrewchef.com/BosteelsBrewery.html
- http://www.beerhunter.com/documents/19133-000791.html